# London (Vorname)
London (englische Aussprache [ˈlʌndən]) ist ein weiblicher als auch männlicher Vorname.

## Herkunft und Bedeutung
Der Name kommt ursprünglich von der Hauptstadt Großbritanniens. Er bedeutet aber auch „aus London stammend“.

## Verbreitung
In den USA ist der Name sehr verbreitet. Dort stand er 2006 an Platz 353 der häufigsten Mädchen- und an Platz 638 der häufigsten Jungennamen.
In Deutschland gibt es mindestens sechs Kinder (fünf Mädchen, ein Junge) mit diesem Vornamen. Laut Amtsgericht Berlin-Schöneberg ist dieser Name eintragungsfähig, sofern ein weiterer geschlechtsspezifischer Vorname gewählt wurde.

## Namensträger
- London Breed (* 1974), US-amerikanische Politikerin, Bürgermeisterin von San Francisco
- London Fletcher (* 1975), US-amerikanischer American-Football-Spieler
- London Keyes (* 1989), US-amerikanische Pornodarstellerin
- London Tipton, fiktive Figur aus der US-amerikanischen Sitcom Hotel Zack & Cody